# یوهانا ماتس
یوهانا ماتس (انگلیسی: Johanna Matz؛ زادهٔ ۵ اکتبر ۱۹۳۲) یک هنرپیشه اهل اتریش است.
از فیلم‌ها یا برنامه‌های تلویزیونی که وی در آن نقش داشته است می‌توان به موتسارت اشاره کرد.